# فرنسيس دبليو. ناي
فرنسيس دبليو. ناي (بالإنجليزية: Francis W. Nye)‏ هو ضابط أمريكي، ولد في 28 يونيو 1918 في بارتون في الولايات المتحدة، وتوفي في 13 يناير 2019 في ألباكركي في الولايات المتحدة.